# 1252
1252 је била преступна година.

## Догађаји
- 15. мај — Папа Иноћентије IV издао папску булу Ad exstirpanda, којом допушта мучење осумњичених јеретика током инквизиције. Мучење је убрзо постало распрострањена пракса широм католичке Европе.
- 1. јун – Алфонсо X проглашен је за краља Кастиље и Леона.
- Јул – Биргер Јарл оснива насеље Стокхолм у Шведској.
- 25. децембар – Кристоф I од Данске је крунисан за краља Данске у катедрали у Лунду.
- Рат Србије и Дубровника (1252—1254), почиње сукоб између Српске краљевине и Дубровачке републике, који је завршен мировним споразумом.
- Пољска земља Лебус је укључена у немачку државу Бранденбург, што означава почетак ширења Бранденбурга на раније пољска подручја (Нојмарк).
- Тома Аквински путује на Универзитет у Паризу, да би тамо започео студије и стекао мастер диплому.
- Монголско освајање династије Сунг: Монголи освајају најзападнију провинцију царства династије Сунг.
- Стефан Вукановић Немањић је подигао Манастир Морача.
- Нова монголска инвазија на Тибет.

## Смрти
- Абел Дански

- Бланка од Кастиље
- Боемунд V од Антиохије

- Изабела, краљица Јерменије

- Јелена Асен (супруга Теодора II Ласкариса)

- Кара-Хулагу

- Ђовани Плано Карпини

- Фернандо III од Кастиље